# Observatoire de Cincinnati
L'Observatoire de Cincinnati est un observatoire astronomique situé à Cincinnati dans l'état de l'Ohio aux États-Unis. Il s'agit du plus vieil observatoire professionnel du pays. 

## Histoire
L'Observatoire Cincinnati a été construite par M. Mitchel Ormsby au sommet du mont Ida, une colline qui surplombe le centre-ville de Cincinnati. Nicholas Longworth I a fait don de 4 acres (1,6 ha) de terres à cette fin. Le monastère de la Sainte Croix et sa chapelle se trouvent aujourd'hui sur le site. La première pierre fut posée le 9 novembre 1843 par l'ancien Président des états-Unis John Quincy Adams avec une introduction par le juge Jacob Burnet. Âgé de  77 ans, c'était la dernière allocution publique du Président et le mont Ida a été renommé mont Adams en son honneur à cette occasion.
En 1871, l'Observatoire est passé sous le contrôle de l'Université de Cincinnati. En 1873 il a été déménagé du Mt. Adams au Mt. Lookout, afin d'échapper à la fumée et la saleté de la ville, où il se trouve encore aujourd'hui. Le terrain sur lequel il se trouve maintenant a été donné à la ville par John Kilgour en 1872. Une structure plus petite, l'édifice Mitchel, abrite le télescope original du Mont Adams. Le bâtiment a été construit 1873 par la firme d'architectes Samuel Hannaford de Cincinnati. En 1998, l'Observatoire a été déclaré monument historique national.

## Instruments

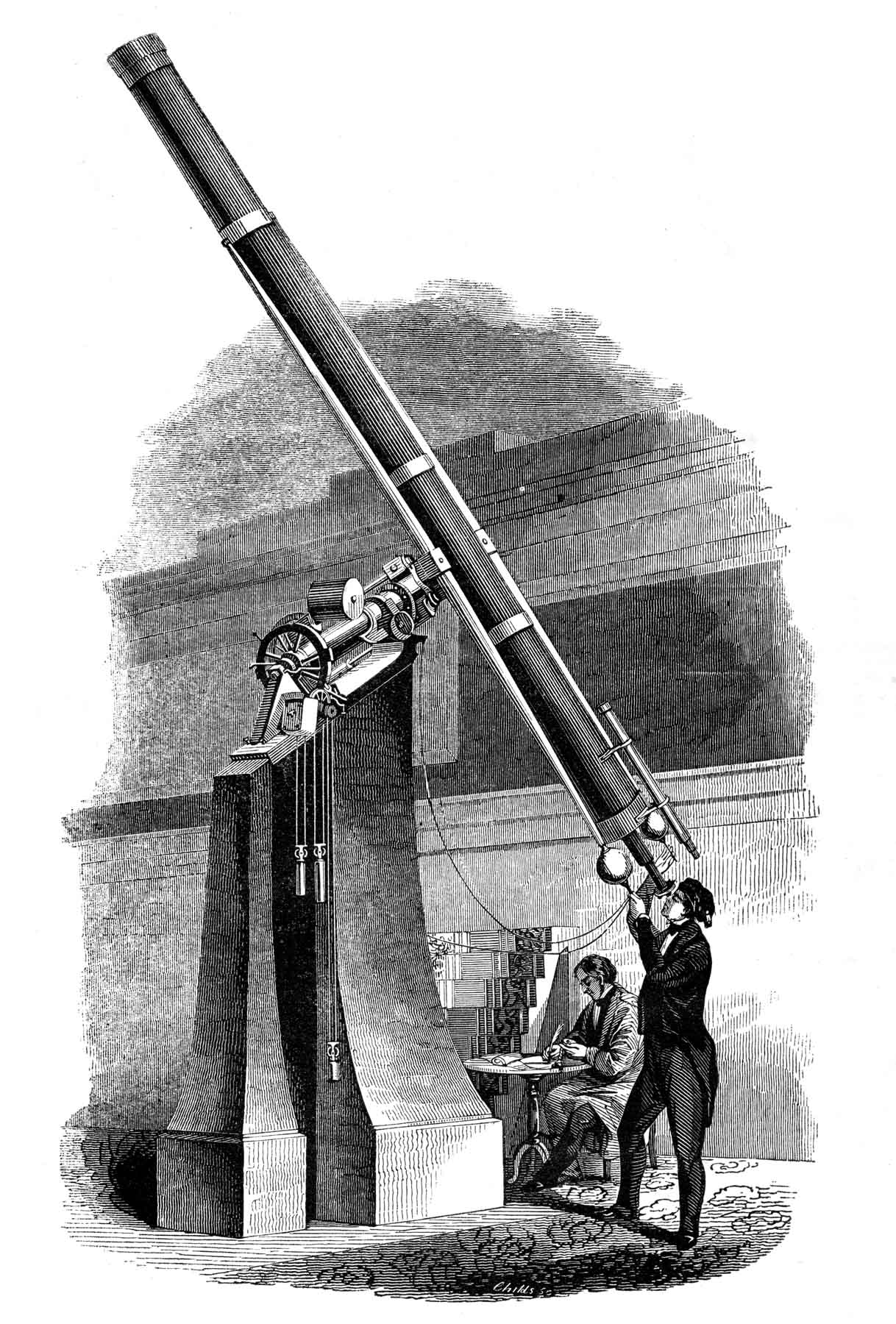
Lunette astronomique Merz und Mahler de 11 pouces (illustration tirée de Smith's Illustrated Astronomy, en 1848). Observatoire de Cincinnati.

- Lunette de 11 pouces (27,9 cm) de 1845 par Merz und Mahler 11 pouces, installée dans le bâtiment Mitchel. Il s'agit peut-être du plus vieux télescope continuellement utilisé dans le monde. Il sert actuellement aux programmes d'éducation du public ;
- Lunette de 16 pouces (40,6 cm) de 1904 par Alvan Clark & Sons 16 pouces, installée dans le bâtiment Herget. Elle est utilisée pour les programmes d'éducation du public et la recherche de troisième cycle universitaire.

## Notoriété
L'astéroïde (1373) Cincinnati est nommé en l'honneur du personnel de l'observatoire qui en a calculé la trajectoire,. C'est un astéroïde de la ceinture principale, découvert le 30 août 1935 par le célèbre astronome Edwin Hubble à l'observatoire du Mont Wilson, en Californie, le seul astéroïde qu'il ait découvert.